# Бернард, Якоб
Якоб Йожевич Бернард (словен. Jakob Jožeta Bernard; 21 июля 1909 — 16 февраля 1942) — словенский солдат и партизан, участник Народно-освободительной войны. Народный герой Югославии.

## Биография
Родился в 1909 году в Коритнике в бедной крестьянской семье. Служил в королевской армии Югославии, был офицером запаса. Член коммунистической партии Югославии с 1940 года.
После капитуляции Югославии начал подготовку к партизанском выступлению в Бледе, Рибно, Коритнике и окрестностях. После начала преследования немцами связался с группой партизан на Еловице и вступил в июне 1941 года в их Чанкаревский партизанский отряд. С коллегами из политического и военного руководства в Гореньской он предпринял атаку на Бегуне, где находились 300 арестованных. В течение всего 1941 года Якоб воевал с гореньскими партизанами. Осенью 1941 года провёл серию партизанских акций.
Как офицер запаса, Якоб был военным советником в штабе партизанского батальона имени Ивана Цанкара. Он принял участие во многочисленных стычках против немцев при Чешнице, в Селшкой-Долине, нападал на патрули в Ровтихе, на Црни-Врхе в Полянской-Долине, на Поляну и Дражгоше, а также в окрестностях Еловицы и Бледа и при осаде лагеря военнопленных в Шкофской-Локе. После битвы он стал командиром Полянской роты, с которой действовал в Полянской-Долине.
16 февраля 1942 года Якоб Бернард погиб в одной из стычек с немцами у Ступника, в Селской-Долине.
Указом Иосипа Броза Тито от 27 ноября 1953 года Якобу Бернарду посмертно присвоено звание Народного героя Югославии.